# Eld
Eld ist das dritte Studioalbum der norwegischen Viking-Metal-Band Enslaved. Es erschien 1997 bei Osmose Productions auf CD und Doppel-LP und bei Morbid Noizz Productions auf Kassette. Neben mehreren Wiederveröffentlichungen erschien es 2009 als Teil einer von Viva Hate Records veröffentlichten Holzbox zusammen mit der Demoaufnahme Yggdrasill und den Alben Frost, Blodhemn, Mardraum: Beyond the Within, Monumension und Below the Lights.

## Entstehung
Die Lieder entstanden im Zeitraum von 1993 bis 1996. Eld wurde im Winter 1996/1997 im Grieghallen-Studio aufgenommen. Toningenieure waren J. Traeen und Pytten, letzterer produzierte das Album zusammen mit Enslaved. Bearbeitet und mit Samples versehen wurde es bei Traeen Turbo Sound.

## Titelliste
1. 793 (slaget om Lindisfarne) – 16:10 (Text: Kjellson; Musik: Bjørnson)
2. Hordalendingen – 05:19 (Text: Kjellson; Musik: Bjørnson)
3. Alfablot – 06:33 (Text: Kjellson; Musik: Bjørnson)
4. Kvasirs blod – 07:51 (Text: Kjellson; Musik: Kjellson, Bjørnson)
5. For lenge siden – 08:08 (Text: Kjellson; Musik: Bjørnson)
6. Glemt – 08:04 (Text und Musik: Bjørnson)
7. Eld – 06:36 (Text: Kjellson; Musik: Kjellson, Bjørnson)

## Musikstil und Texte
Eld war laut Ivar Bjørnson „[m]usikalisch […] ein großer Schritt hin zu einem eigenen Stil“. Um diese Zeit begannen er und andere Mitglieder der Band, sich mit Musik der 1970er-Jahre zu beschäftigen. Das Album enthält laut Eduardo Rivadavia von Allmusic „alle klassischen Enslaved-Markenzeichen: Wikingerthemen, rasiermesserscharfe Gitarren, Blastbeat-Schlagzeug, und ein Ohr für Orchestrierung, das in komplexen Strukturen, freigiebigen Harmonien und Taktwechseln resultiert“. Die Band verbindet „harsches Riffing mit einem feinen Gefühl für zugrunde liegende Melodie, und treibende, oft wütende Rhythmen werden organischer und mit etwas mehr Komplexität als früher arrangiert“, und sie setzt klaren Gesang ein.
Nachdem Hordanes Land laut Bjørnson „reine Fantasy“ war und die Band sich danach damit beschäftigte, Geschichte nachzuerzählen, begann sie mit Eld, „diese Motive nach innen zu kehren, auf uns, auf unser heutiges Leben zu beziehen“. Die Texte sind im Beiheft auf Norwegisch und in englischer Übersetzung abgedruckt.

## Rezeption
Robert Müller vom Metal Hammer zufolge brauchte Eld höflich ausgedrückt „etwas länger, um zu gefallen – vor allem, weil die Songs etwas länger waren, als die Black Metal cum Wikingerchöre-Strukturen ästhetisch hergaben“. Bjørnson bezeichnete es als „unser vielleicht mysteriösestes Album: Wie das wahrgenommen wurde und heute wahrgenommen wird, spricht Bände darüber, wie viel man auf erste Reaktionen geben sollte“.
Rivadavia bezeichnete Enslaved als die von allen Bands, die von Bathorys Viking Metal inspiriert wurden, der Botschaft treueste. 793 (slaget om Lindisfarne) sei eine grandiose Eröffnungssuite, auf die Quorthon von Bathory stolz gewesen wäre; die übrigen Stücke seien jedoch nur in einzelnen Momenten großartig, und das Album ein würdiger Teil der Sammlung ernsthafter Enslaved-Anhänger, für gelegentliche Hörer aber nicht unverzichtbar. Laut Hoeltzel von Chronicles of Chaos setzte die Band „wirklich mitreißenden ‚klaren‘ Gesang mit hoher Effektivität“ ein, womit sie einem bereits leidenschaftlichen Klang viel mehr die Gefühle ansprechende Textur hinzufüge. Wenn Grutle lerne, diese Passage mit derselben Kraft wie seinen harschen Gesang zu intonieren, würden einige dieser ohnehin großartigen Passagen „wirklich majestätisch“ klingen. Eld sei eine großartige Scheibe einer Band mit eigenem Klang. Der Seite Norsk Svart Metall – A History of Norwegian Black Metal zufolge kam die wahre Essenz von Enslaved mit Eld zum Vorschein.